# Peter Vavrák
Peter Vavrák (* 11. Mai 1982) ist ein slowakischer Schachspieler, der inzwischen in Kanada lebt und arbeitet.

## Laufbahn
Zu seinen größten Einzelerfolgen zählen der Sieg bei den Edmonton International im Jahre 2006 vor Dmitry Zilberstein und Jesse Kraai und der Gewinn der slowakischen Meisterschaft 2008 in Zvolen. Im gleichen Jahr musste er sich im Pula-Open mit Platz 2 hinter Ante Brkić begnügen, landete aber noch vor Nenad Ferčec, Ibro Šarić und anderen.

## Nationalmannschaft
Bei der Schacholympiade 2008 in Dresden spielte er am ersten Reservebrett und erzielte dabei 6 Punkte aus 9 Partien.
In den Jahren 1999, 2008 und 2009 nahm er mit der slowakischen Mannschaft am Mitropapokal teil.

## Vereine
In der Saison 2010/11 spielte er für SK Tarrasch München in der 2. Bundesliga Ost, kam dort aber nur in zwei Runden zum Einsatz. In der tschechischen Extraliga spielte er bis 2003 für ŠK Polabí Sokol Kolín und von 2008 bis 2010 für die Mannschaft ŠK Zlín. In der slowakischen Extraliga spielte er letztmals 2011 für ŠK Slovan Bratislava.
Vavrák trägt den Titel eines Internationalen Meisters. Seine höchste Elo-Zahl betrug 2489, die er im Januar 2009 erreichte. Seit März 2019 hat er aber keine Elo-gewertete Partie mehr gespielt.

## Sonstiges
Er hat an der University of Texas at Dallas studiert. Sein Trainer war Róbert Tibenský.